# Ciclo Stirling
El ciclo Stirling es un ciclo termodinámico del motor Stirling que busca obtener el máximo rendimiento. Por ello, es semejante al ciclo de Sadi Carnot. El motor Stirling original fue inventado, desarrollado y patentado en 1816 por el clérigo e inventor escocés  Robert Stirling (1790-1878) con la ayuda de un hermano ingeniero.
A diferencia de la máquina de Carnot, esta máquina está constituida por dos isotermas, dos isócoras y un sistema de regeneración entre las isócoras. Cabe recordar que la máquina de Carnot ideal logra la mayor eficiencia asociada a los dos focos térmicos de los que normalmente consta una máquina.
Existe también una máquina similar según el ciclo Ericsson, la cual consta de dos isotermas y dos isobaras. También consta de un sistema de regeneración entre las isobaras como en el ciclo Stirling.

## Ciclo Stirling ideal

Gráfico que muestra el ciclo Stirling ideal con sus cuatro procesos.

El ciclo Stirling ideal consiste de cuatro procesos termodinámicos que actúan sobre el fluido de trabajo:
- 1-2. Expansión isotérmica del gas a alta temperatura. Durante este proceso se absorbe calor de la fuente caliente.
- 2-3. Cesión de una cantidad de calor {\displaystyle Q_{\text{reg}}} al regenerador a volumen constante (isocórico o isócoro), disminuyendo la temperatura del fluido.
- 3-4. Compresión isotérmica del gas a la temperatura inferior. Durante este proceso se cede al exterior una cantidad de calor a la fuente fría.
- 4-1. Absorción de calor a volumen constante. El gas absorbe del regenerador una cantidad de calor {\displaystyle Q_{\text{reg}}} y aumenta su temperatura, lo que provoca un aumento de presión.